# Battlefield Earth (roman)
Battlefield Earth: A Saga of the Year 3000 este un roman științifico-fantastic din 1982 de L. Ron Hubbard, scriitor care a întemeiat Biserica Scientologică. Romanul, inițial denumit Man, the Endangered Species, a fost publicat prima dată de St. Martin's Press. Hubbard a creat și o coloană sonoră pentru acest roman, denumită Space Jazz.

## Prezentare
În anul 3000, Pământul a fost condus de o rasă extraterestră, Psychlos, timp de un mileniu. Psychlos au descoperit o sondă spațială în spațiul îndepărtat, cu direcții și imagini montate pe ea, care i-a dus direct pe Pământ. După o mie de ani, umanitatea este o specie pe cale de dispariție cu un număr mai mic de 35.000 de persoane, și redusă la câteva triburi în câteva părți izolate ale lumii, în timp ce Psychlos sărăcește planeta de bogățiile sale minerale. Jonnie Goodboy Tyler, un tânăr dintr-un astfel de trib, trăiește în umbra Munților Stâncoși. Deprimat de moartea recentă a tatălui său și de letargia și boala celor mai mulți adulți supraviețuitori din tribul său, determinată ulterior a fi cauzată de scurgerile de radiații din minele nucleare părăsite, el pleacă din satul său pentru a explora zonele joase și pentru a respinge vechile superstiții ale oamenilor săi conform cărora s-ar afla monștri în acele zone. El este capturat în ruinele Denverului de Terl, șeful Psychlo al securității planetare.
Psychlos au până la 2,7 m înălțime și cântăresc până la 450 de kilograme. Ei vin de pe Psychlo, o planetă cu o atmosferă radical diferită de Pământ, situată într-un univers diferit cu un set diferit de elemente. „Respirația lor” din gaze provoacă explozii la contactul cu metalele radioactive, cum ar fi uraniul. Ei au fost specia dominantă în mai multe universuri de cel puțin 100.000 de ani. În capitolele finale devine evident că ei au fost inițial mineri nonviolenți, dar au fost subjugați de o clasă conducătoare numită „Catristi”, pentru a deveni sociopați răufăcători și sadici.
Terl a fost repartizat pe Pământ, iar termenul său de ședere a fost extins arbitrar de Numph, șeful planetar al operațiunilor miniere. Înfricoșat de gândul că va mai petrece mai mulți ani pe Pământ, Terl decide să devină un milionar și să scape, organizând în secret o mină de aur în Munții Stâncoși, pe care drona sa de scanare planetară a descoperit-o recent. Mina este înconjurată de zăcăminte de uraniu ceea ce fac imposibil ca un Psychlo să extragă aur acolo, așa că Terl îl prinde pe Jonnie pentru a-i extrage aurul.

## Ecranizare
Prima ecranizare a romanului, care a avut premiera în 2000, a fost un eșec comercial și este considerat unul dintre  "cele mai proaste filme".
Filmul din 2000 a acoperit doar prima jumătate a cărții și a fost regizat de Roger Christian, cu John Travolta, Barry Pepper și Forest Whitaker în rolurile principale.

## Legături externe
- en  Istoria publicării lucrării Battlefield Earth la Internet Speculative Fiction Database

## Vezi și
- 1982 în științifico-fantastic

Format:L. Ron Hubbard